# Ilek
Ilek je 600 km dolga reka, ki teče po stepah po ozemlju Kazahstana in Rusije južno od Uralskega gorovja, na skrajnem vzhodu Evrope. Pri mestu Orenburg se z leve strani izliva v Ural.
Je ena najbolj onesnaženih rek v regiji. Onesnaženje z borom in kromom je posledica delovanja številnih kemičnih tovarn iz časov nekdanje Sovjetske zveze. Njihove odplake so brez prečiščevanja odlagali v velike bazene, od koder strupene snovi še vedno pronicajo v podtalnico, prek nje pa nato pridejo v reko. Kazahstanski republiški komite označuje onesnaženost reke med 4 (onesnažena voda) in 6 (zelo onesnažena voda).